# Gerbilliscus leucogaster
Gerbilliscus leucogaster és una espècie de mamífer rosegador de la família dels múrids. Viu a Angola, Botswana, la República Democràtica del Congo, Kenya, Malawi, Moçambic, Namíbia, Sud-àfrica, Eswatini, Tanzània, Uganda, Zàmbia i Zimbàbue. El seu hàbitat natural són els matollars i els herbassars. És una espècie en risc mínim, és a dir, no sembla que hi hagi cap amenaça significativa per a la seva supervivència. El seu nom específic, leucogaster, significa ‘panxa blanca’ en llatí.